# Sprawozdanie z badania
Sprawozdanie z badania – pisemny raport z przeprowadzonego badania sprawozdania finansowego badanej jednostki, zawierający opinię biegłego rewidenta o zbadanym sprawozdaniu finansowym.